# Triuridales
Triuridales is een botanische naam in de rang van orde: de naam is gevormd vanuit de familienaam Triuridaceae. Een orde onder deze naam wordt de laatste decennia vrij regelmatig erkend door systemen voor plantentaxonomie, maar niet door het APG-systeem (1998) en het APG II-systeem (2003).
Cronquist (1981) gebruikte deze naam voor een van de vier ordes in diens onderklasse Alismatidae. De samenstelling was deze:
- orde Triuridales
  - familie Petrosaviaceae
  - familie Triuridaceae

In APG II wordt de familie Triuridaceae ingevoegd in de orde Pandanales, terwijl de Petrosaviaceae ongeplaatst blijven.